# إي. دبليو. كيمبل
إي. دبليو. كيمبل (بالإنجليزية: E. W. Kemble) هو رسام توضيحي أمريكي، ولد في 18 يناير 1861 في ساكرامنتو في الولايات المتحدة، وتوفي في 19 سبتمبر 1933 في نيويورك في الولايات المتحدة.